# 北斗の拳 (1986年の映画)
『北斗の拳』（ほくとのけん）は、原作・武論尊、作画・原哲夫による漫画作品『北斗の拳』を原作としたアニメ映画。同名のテレビシリーズの劇場版にあたる。同時上映は『ジャッキー・チェンの醒拳』。
DVDは、『劇場版 世紀末救世主伝説 北斗の拳』（げきじょうばん せいきまつきゅうせいしゅでんせつ ほくとのけん）というタイトルでリリースされている。

## 概要
放映中のテレビシリーズと同一のタイトルで公開された初の劇場版。原作におけるケンシロウとラオウの最初の対決までを劇場用に再構成し、全編新作で制作された劇場用オリジナル長編。概ね原作の流れを追っているものの、主要人物全てが登場していない。北斗四兄弟ではケンシロウ、ラオウ、ジャギの3名のみでトキは登場しない。南斗六聖拳ではシン、レイ、ユリアの3人のみの登場である。その他一部のキャラクターは立場が変更されている。配給収入は約9億円で、興行収入に換算すると約18億円といわれる。
続編への含みを持たせる終わり方だったが、この劇場版の続編は製作されなかった。

## 特色
本作の特徴として、映画ならではの過激なスプラッタ描写が挙げられる。テレビ版ではシルエットや透過光によって緩和されていた人体破裂の描写などが露骨に描かれている。製作スタッフもパンフレットにおいて「アニメ界初のスプラッター・ムービーとはこの映画のこと」と語り、バイオレンス描写に力を入れて作画していたことを明かしていた。後年、企画の高見義雄はテレビ版ではできない表現をやれるということで、須田正己を始めとする作画スタッフは乗り気だったと語っている。
原作者である武論尊が劇場版のオリジナルストーリーを依頼されていることが『週刊少年ジャンプ』の特集で公表され、巻末の作者コメント欄でも当初は絵コンテを見たうえで「いい作品になりそうだよ」と発言している。しかし公開が迫るにつれ、同コメント欄で3週にわたってこの映画についての発言が厳しいものとなり、「漫画と映画は別物」（1986年14号）「映画は別のドラマと思ってほしいナ」（15号）と述べ、16号では「映画は暴力のみを強調しているらしい。残念だ!」と過激なバイオレンス描写を批判するに至った。
ラオウとケンシロウの初対決が描かれた当時の漫画連載では、まだユリアが南斗最後の将とは明かされていなかったが、公開直前の時点ではそれが判明しているなど、その後の展開を踏まえたものとなっており「南斗の血をひく女」であることがシンの台詞で明かされていた。リンについても、北斗・南斗・元斗を従える王者の星を宿星とする天帝の双子の妹だった、というその後の天帝編に呼応するような設定が暗に示されており、クライマックスではケンシロウがラオウに敗れ、まさにラオウがとどめを刺そうとする瞬間にリンが戦いを制止し、「拳王は地に膝など着かぬ」と叫んだラオウがリンの前に跪いて彼女の忠告を受け入れて去るという展開で終了するなど、その存在の大きさが窺える演出がなされていた。これらの方針は、東映が『銀河鉄道999』劇場版を製作した際、原作漫画が連載中かつテレビシリーズが続行中であるにもかかわらず、メーテルの正体や終着駅など謎の真相を明かし、結果として興行成績が良かったことを踏まえたものである。
しかし、このケンシロウが敗北するラストは、映画続編が製作されないことが決まったため、ビデオソフト化の際に発売日を延期し差し替えが行われた（後述）。
また、タイトルロゴは原作およびテレビアニメ版とは異なったデザインとなっている。

## 登場人物
ケンシロウ
主人公。北斗神拳の末弟にして、一子相伝の北斗神拳の正統伝承者。冒頭のシンとの対戦時のみテレビ版と同じ衣装デザイン。冒頭では無精髭を生やした姿も見せている。
ユリア
ヒロイン。前述の通り、南斗の血を引く出自であることが作中で明言されている。なお、今作では髪の色が終始テレビ版第4部以降と同じオレンジ色になっている。
拳王（ラオウ）
北斗の長男。「天」を求め、暴力の世に覇を唱える暴君。原作と違い、北斗の伝承者の地位（およびユリア）には全く執着を見せておらず、「ラオウ」という名も捨てている。なお、今作では頭に装着している兜のデザインがテレビ版第2部での初登場時と同じで棘部分のみ銀色になっている。
ジャギ
ケンシロウの義兄。ケンシロウがシンに敗れたのを見たラオウに「北斗はお前が拾えばいい。くれてやる」と言われ、ケンシロウを崖から突き落とした上で北斗神拳伝承者を名乗る。ケンシロウとの対決の際はアイリを人質に取ってレイとの相討ちを図ったが、自らの劣等感を衝いたケンシロウの挑発に乗ってしまい一対一で対峙し、最期は狂ったように笑いながら爆死した。なお、今作ではマスクをかぶっている時に独特の呼吸音が鳴る。
シン
南斗聖拳の使い手で、ケンシロウの幼馴染、原作同様ケンシロウを自身の南斗聖拳で倒して彼の許婚のユリアを連れ去り、"サザンクロス"の街を拠点にユリアと暮らしていた。しかし、拳王軍の侵攻を受け、ラオウにユリアを奪われる。ユリアを取り戻さんと、単身居城に乗り込んできたラオウに挑むも、胸の秘孔を突かれて敗北。そのままケンシロウがやって来るのを待つが、既にまともに戦う力は残されておらず、ケンシロウにラオウを追うように伝え事切れる。遺体にはユリアの花嫁衣裳がケンシロウの手で掛けられ、ケンシロウはラオウがいる街"カサンドラ"に向かう。なお、最期に「どうせ死ぬなら同じ女を愛したケンシロウの拳にかかって死にたかった」と語っており、「お前の拳では死なん」と叫んで自害した原作とは逆の展開となっている。
レイ
妹・アイリを奪還するために、ケンシロウと共闘してジャギ一味を壊滅させた。しかし、拳王軍との戦いでウイグルには圧勝するものの、ラオウには南斗究極奥義・断己相殺拳もかなわず敗死。なお、今作では衣装デザインがテレビ版での対ユダ戦と同じ詰襟の上着となっており、髪の色もユダ戦時の白となっているほか、瞳の色が青色になっている。
リン
Z一味に襲われていたところを救われた少女。死んだと思われていた土に花を咲かす、ラオウに「次の時代を担う」と称され膝をつかせるなど、真の「救世主」的存在として描かれている。なお、今作では髪の色がピンク色になっている。
ハート
原作とは異なり、ジャギの部下となっている。それに伴い当初は「エレファント」と改名される予定であったが、結局名前はそのまま使用された。ジャギのアジトにやって来たケンシロウとレイを迎え撃つも原作同様にケンシロウの北斗柔破斬で倒される。

フォックス
ジャギの部下として登場。ジャギの胸像を見せ、村人にケンシロウの名を言うよう強要するなどの悪事を働いていた。しかし、その場に現れたレイに部下を全滅させられ、自身もその場に居合わせたケンシロウの一撃に倒れた。
ジャッカル
ジャギの部下として登場。ジャギの素顔を覗いて怯えてしまい、怒ったジャギに粛清された。
ウイグル
拳王（ラオウ）の側近として登場。拳王の傍らで拳王軍を指揮した。拳王の命によりユリアを処刑しようとしたところに現れたレイと戦うが敗北。原作で獄長を務めていた牢獄「カサンドラ」は、今作では拳王軍の本拠地の都市という位置づけになっている。
牙大王
独立した軍閥（牙一族）の長として登場。侵攻してきた拳王軍に対して自分たちの部落を守るために戦いを挑み、一般兵相手には奮戦したが、ラオウにオーラで吹き飛ばされ、粉々に砕け散って爆死。
カーネル
シンの部下として登場。拳王軍がサザンクロスに侵攻してきた際、ユリアの捜索を命じたシンに「それどころではない」と口答えをしたため粛清された。
ガルフ
拳王（ラオウ）の部下として登場。拳王軍のパレードを出迎える民衆にシュプレヒコールを強要する。その際、テンポがずれていた男性の顔を握りつぶして粛清した。
拳王軍
本作の世界での一般的な雑魚（いわゆる「モヒカン」）とは異なり、全身黒ずくめのアーマーに身を包んだ「兵士」で構成されている。異常なまでに統制が取れており、台詞も一切ない。

## 声の出演
- ケンシロウ - 神谷明
- ユリア - 山本百合子
- 拳王 - 内海賢二
- ジャギ - 大塚周夫
- シン - 古川登志夫
- レイ - 塩沢兼人[11]
- リン - 鈴木富子
- バット - 鈴木みえ
- アイリ - 安藤ありさ
- リュウケン - 千葉順二
- ジード - 柴田秀勝
- ハート - 滝口順平
- フォックス - 青野武
- ジャッカル - 大竹宏
- ウイグル - 郷里大輔
- 牙大王 - 渡部猛
- その他 - 八奈見乗児、宮内幸平、田中康郎、矢田耕司、銀河万丈、屋良有作、加藤正之、千葉繁、田中亮一、佐藤正治、沢木陏也、塩屋浩三、小林通孝、鈴木れい子、川浪葉子
- ナレーター - 石田弦太郎

## スタッフ
- 製作総指揮 - 今田智憲
- 原作 - 武論尊、原哲夫（集英社「週刊少年ジャンプ」連載）
- 企画 - 有賀健、高見義雄
- 製作担当 - 岸本松司
- 脚本 - 高久進
- 音楽 - 服部克久（サウンドトラック盤：キャニオン・レコード）
- 編集 - 花井正明
- 録音 - 今関種吉
- 撮影監督 - 細田民男
- 美術監督 - 田中資幸
- 美術補佐 - 海老沢一男
- 作画監督 - 須田正己
- 監督 - 芦田豊雄
- 原画 - 青嶋克己、河合静男、内山正幸、青井清年、青木雅之、中野影子、小林一三、劉輝久、直井正博、本橋秀之、水村十司、西城隆詞、多田幸子、松本清、山口泰弘、羽山淳一、八島善孝、渡辺浩、神志那弘志、須田正己
- 動画チェッカー - 君塚勝教、門田英彦
- 動画 - 上杉千佳子、岡安敏子、志田直俊、高橋一彦、川崎由美子、岩上久仁子、松本明子、永島秀樹、安藤恵子、渚瀬幸子、吉田悦子、佐藤和香子、山田千津子、加藤晃、釘宮洋、橋本千津子、相田和彦、足立みい子、加藤久和、宮下恵里子、衛士野正明、山室直儀、横地利恵子、大島孝美、杉森稔、上野阿津子、三柴直樹、谷古宇智生、鈴木初枝、佐野哲郎、江原仁、岡村啓二、漆戸晃、春日久美子、水梨ひとみ、石橋輝子、桑沢和世、小野寺弘行、田中良、渡辺サキコ、長屋侑利子、大野嘉代子、竹内浩志、江野沢柚美、袴田裕二、太田久美子、山田みよ、市橋則子、和田浩一、望月啓史、熊谷春幸、竹村ひとみ、山口幸俊、石橋勉、座間健一、五十嵐鈴子、石灘晃浩、中村まゆみ、岡野元子、行木富美子、富永真里、伊藤啓司、田中好浩、高橋誠、斉藤晃浩、佐藤恭子、伊津井巌、大西陽一、沖本日出子
- トレース - 黒沢和子、奥西由美代、坂野園江、五十嵐令子、入江三帆子、大堀陽子、渡辺代利子、吉田聖律、関多加和、増井美知子
- 彩色 - 山田純子、古屋純子、山内正子、藤橋清美、佐藤道代、後藤美津子、村田邦子、関口好子、村松美子、荒井洋子、大山和美、堀井安子、鈴木悠子、我妻恵子、岸本弘子、伊藤治美、杉田清美、秋山益代、斉藤葉子、湯浅昭彦、鈴木安子、熊井芳貴、鈴木芳光
- 仕上検査 - 藤瀬順一、塚田劭、森田博、小森ミツ
- 特殊効果 - 堰合昇、下川信裕
- ゼログラフ - 戸塚友子、松坂一光
- 背景チーフ - 池田祐二
- 背景 - 佐貫利勝、松本健治、高田茂祝、土井則良、杉浦正一郎、金島邦夫、伊藤信治、須田栄子、山元健生、下川忠海
- 撮影チーフ - 福井政利
- 撮影 - 片山幸男、町田賢樹、池田重好、清水政夫、高梨洋一、相磯嘉雄、武井利晴、坂西勝、今村昌史、水越哲夫、黒瀬誠司、国弘昌之
- 監督助手 - 梅澤淳稔、細田雅弘
- 記録 - 柴八千穂
- 製作進行主任 - 樋口宗久
- 仕上進行 - 植木知子
- 美術進行 - 北山礼子、島本武
- 製作進行 - 村上恒一
- 録音助手 - 川崎公敬
- ネガ編集 - 岸真理
- 編集助手 - 西山茂
- 音響効果 - 伊藤道広、小野弘典（E&M）
- オーディオディレクター - 田中英行、福永莞爾
- 録音スタジオ - タバック
- 現像 - 東映化学
- 隷書 - 齋藤峻理
- 宣伝プロデューサー - 徳山雅也
- 企画協力 - 岡正、中尾嘉伸（フジテレビ）
- 協力プロダクション - スタジオ・ライブ、ムッシュ・オニオンプロ、大元動画、世映動画、スタジオワイエス、アドコスモ、ラストハウス、タマプロ、ライフワーク、進藤プロ、動画工房、スタジオマリン、トランスアーツ、V.A.P.、スタジオタージ、スタジオジュニオ、タカプロ、スタジオG.7、穂高プロ、協栄プロダクション、MAC、GNC、スタジオ九魔、みゆきプロ、スタジオコスモス、T. 西村、谷原スタジオ、マジックバス、青二プロダクション、株式会社メジャー
- 製作 - 東映動画株式会社
- 配給 - 東映株式会社

## 主題歌・挿入歌
エンディングテーマ「Purple Eyes」
挿入歌「Heart of Madness」
2曲とも作詞・作曲・編曲 - うじきつよし / 歌 - KODOMO BAND
「Heart of Madness」はレイとラオウの格闘シーンで使用された。

## ソフト化
1987年末にビデオソフト化が発表され小売店にポスターが貼り出されたものの、結末を変更するため延期。1988年のビデオソフト化に際して、ケンシロウが敗れる結末が改訂されることになり、ケンシロウとラオウは両者互角のまま、互いに今まさに最後の一撃を放たんという瞬間にリンが制止、ラオウがこれを聞き入れて去るという展開で新たに新作カットが制作され、差し替えが行われた。このシーンでは映画音楽を担当した服部克久・作曲の「ル・ローヌ」が使用された。またエンドロールの最後にも黒バックに「完」の一文字のカットが付け加えられ、差替え部分の作画に当たった須田正己の名が、エンドクレジットの「原画」欄にも追加された。オリジナル劇場公開版は日本国内では後述する2008年発売のDVDの初回生産版のマルチエンディング仕様という形でソフトメディア化されたのみだが、北米でソフト化されているものは改訂前のバージョンで収録され発売されている。
改訂されたバージョンは1988年にビデオソフト化、1995年にLD化されて以降はスカイパーフェクTV!で数度放送されたものの現在まで地上波テレビ放送はされておらず、またDVDも日本国内では未発売であるなど視聴が難しかったが、2008年11月21日にリリースされた。このDVDは初回生産版のみ特典映像として劇場公開版マルチエンディング仕様となっている。現存する素材をもとに収録しているため、本編最終部分の約4分間はHDリマスター化しておらず画面の上下に黒帯が入っている。
劇場公開時の映像はソフト化されたものと違い暴力描写に修正や差し替えが無いものだったが、日本では上記の最初のビデオ化の時点で修正が加えられていた。イタリアで初期に発売されたビデオでは無修正バージョンでの収録で、現在確認されている唯一の本当の劇場公開時の映像で見られるメディアとなっている。